# Василій (Медвіт)
Васи́лій І́гор Ме́двіт (23 липня 1949, Перемишль — 12 вересня 2024, Варшава) — єпископ Української греко-католицької церкви, єпископ-помічник Донецько-Харківського екзархату УГКЦ (2009—2013), титулярний єпископ Адріане, василіянин.

## Біографія
Ігор Медвіт народився 23 липня 1949 р. у Перемишлі (Польща).
До Василіянського чину вступив 26 грудня 1978 року. Теологічну освіту здобув у Римі.
31 травня 1984 р. рукоположений у священство папою Римським Іваном Павлом II.
Упродовж 1984–1986 рр. працював в Українській папській колегії св. Йосафата в Римі на посаді віце-ректора. Повернувшись до Польщі, у 1986–1989 pp. був душпастирем українських парафій Бань Мазурських і Круклянок.
4 січня 1989 р. призначений протоігуменом Василіянської віцепровінції Покрови Пресвятої Богородиці у Польщі.
30 березня 1994 р. номінований єпископом-помічником Львівської архієпархії УГКЦ і титулярним єпископом Адріане.
12 липня 1994 р. у Львові в архикатедральному соборі св. Юра відбулася хіротонія. Єпископські свячення отримав із рук Блаженнішого Мирослава Івана кардинала Любачівського.
Наприкінці 1996 р. Святий Престол призначив владику Василія Апостольським візитатором для вірних УГКЦ в Казахстані та Середній Азії.
У 1997 р. Синод єпископів УГКЦ призначив його екзархом Києво-Вишгородського екзархату з осідком у Києві.
У 2001–2005 роках — Секретар Синоду єпископів УГКЦ.
У 2005 р., після перенесення осідку глави УГКЦ до Києва, Блаженніший Любомир Гузар, за згодою Синоду єпископів, призначив владику Василія своїм єпископом-помічником (єпископом Курії Верховного Архієпископа).
17 березня 2009 року призначений єпископом-помічником Донецько-Харківського екзархату УГКЦ.
Помер 12 вересня 2024 року в монастирі отців василіян у Варшаві.